# Közhely
A közhely vagy klisé egy olyan gondolat leírására használt kifejezés, amelyet olyan gyakran és olyan módon használnak, hogy eredeti hatása és értelme elvész.
A választékos nyelvhasználatban és például lexikonszerkesztésnél a közhelyeket tudatosan kerülik és helyettük más, közhelynek nem minősülő kifejezéseket, szavakat használnak.
Az irodalomban, film- és színházművészetben kliséknek nevezik a műfajokat meghatározó, jellegzetesen ismétlődő elemeket is. Pl. egy westernfilm jellegzetes kliséje a végén lévő pisztolypárbaj, a romantikus komédiáké a szerelmesek egymásra találása, a féltékeny rokon intrikái, és így tovább. A kliséhasználat ebben az értelemben nem jelent automatikusan értéktelenséget, pl. jelentésvesztést is egyben. A nagyra értékelt művek is használnak kliséket, azonban ezek mellett újakat is teremtenek.

## A klisé szó eredete
A klisé a francia cliché szóból származik, amelynek eredeti értelme nyomódúc, nyomólemez. Átvitt értelemben, közhely jelentéssel is a francia nyelvben tűnt fel először.

## Az irodalmi közhely
- Az irodalmi közhely leggyakrabban egy előre kiszámítható esemény vagy unalomig ismert szereplőtípus.
- A közhelyesen ábrázolt kalóz mindig falábú, szemfedőt és kampót hord, papagáj ül a vállán és van egy kincsestérképe, amin egy X jelöli az elásott kincs helyét; ezek a vonások mind klisének számítanak.
- A vámpír kliséi közé tartozik a hosszú fekete köpeny és a kelet-európai akcentus. Ugyanakkor például a kiálló szemfog nem számít klisének, mivel a meghatározás alapján a vámpírlét része.
- A klisé egy szituációra is vonatkozhat, például a „Sötét, viharos éjszaka volt…” mint egy történet nyitó sora rendszeresen használt irodalmi közhely; hasonlóképpen a „boldogan éltek, amíg meg nem haltak” befejezés is. Sokat használt mondások is válhatnak közhellyé, mint például „a távozás hímes mezejére lépni”, amiről már senki nem tudja, hogy eredetileg mire is utalt.

## Példák a sajtónyelvben
A sajtónyelv egyik kedvelt eszköze a szóismétlések elkerülésére, a stílus élénkítésére és a minél képszerűbb fogalmazásra, hogy körülírásokat alkalmaz, amelyek önmagukban olykor értékes elemei, állandósult szókapcsolatai a magyar nyelvnek, elcsépelt használatuk azonban dagályos, hivalkodó benyomást kelthet.
- „X. Y. halála a magyar …élet hatalmas vesztesége.”
- Anglia gyakran csak „a ködös Albion”, a labdarúgásban a jó csapat csak „aranylábú fiúk”, míg a prostituáltak – eufemizmussal – csak „lányok”.
- Szereposztó dívány - hatalmukkal visszaélő színházi és filmes alkotók tevékenysége, akik szexuális hajlandóságért cserébe osztanak ki szerepeket/munkákat.
- A körülírás elveszítheti eredeti hangulatát, például a „napvilágot lát” nem jelent többet, mint a „megszületik” vagy „megjelenik” szavak, így túlzott használata szintén nem célszerű.
- A „hírnevét öregbíti(k)” önmagában választékos, elcsépelt használata azonban szintén közhelyeshez hatást kelthet, így jobb, ha más kifejezésekkel váltakozik: „hírnevét növelik / elősegítik” stb.
- „A támadó letette a névjegyét” (sportcikkben) – értsd: hamar felfigyeltek a játékára.
- Egy múzeum „féltve őrzött kincsei közé tartozik” – bármi, amit érdemes megnézni.
- „Belekóstol a nemzetközi hírnévbe” – értelmetlen kifejezés, ha világhírű személyről szól, hiszen a kóstolást nem mindig követi a fogyasztás –, amikor Elba szigetéről visszatért, Napóleon ismét „belekóstolt” a hatalomba – hamarosan ugyanis el is veszítette.
- „Dióhéjban” – egyszerűen: „röviden” (bár itt is csak a túlzott használat kerülendő).
- A „pilóta” csak a sportújságokban jelent autóversenyzőt.
- Főleg a sportnyelvben a csapatokat „gárda”-ként emlegetik.
- A könnyűzenei együtteseket előszeretettel nevezik „bandának”.
- „Ifjú (vagy fiatal) titán” – tehetséges fiatal, főleg a sajtónyelvben.
- „Bontogatja szárnyait” – a később sikeressé vált versenyző, kezdetben – ez nem jelent mást, mint a hasonló értelmű „mutogatja az oroszlánkörmeit”.
- „Ereiben ír és skót vér is csörgedezik” – vagyis ír és skót származású.
- „Szárnyra kapta a világhír” – egyszerűen „világhírű lett”.
- „Kirobbanthatatlan” nyilvánvalóan túlzó jelző. Főként olyan emberre mondják, akinek a pozíciója egy csapatban, állásban (tisztségben) megingathatatlan (vagy annak látszik). A szó túl gyakori használata közhelyet eredményezhet.

### Külső példák a „kirobbanthatatlan” szó közhelyszerű használatára
- Kik a kirobbanthatatlan polgármesterek? – index.hu
- Van Gaal kirobbanthatatlan, nem igazol senkit a Barca – origo.hu
- „gyakorlatilag kirobbanthatatlan a nijmegeniek kapujából” – pepsifoci.hu

## Külső hivatkozások
- idegen nyelvi megfelelői